# Панамериканский чемпионат по дзюдо 2019
Панамериканский чемпионат по дзюдо 2019 года прошёл в городе Лима (Перу) 25 — 28 апреля.

## Медалисты

### Мужчины
| Категория               | Золото                       | Серебро                       | Бронза                                                           |
| ----------------------- | ---------------------------- | ----------------------------- | ---------------------------------------------------------------- |
| Суперлёгкая (до 60 кг)  | Ленин Пресиадо · Эквадор     | Эрик Такабатаке · Бразилия    | Роберто Альменарес · КубаСтивен Морочо · Эквадор                 |
| Полулёгкая (до 66 кг)   | Даниел Карнин · Бразилия     | Хуан Постигос · Перу          | Орландо Поланко · КубаЯкоб Валоис · Канада                       |
| Лёгкая (до 73 кг)       | Магдиэль Эстрада · Куба      | Артур Маргелидон · Канада     | Антуан Бушар · КанадаСерхио Мэттью · Венесуэла                   |
| Полусредняя (до 81 кг)  | Антуан Валуа-Фортье · Канада | Этьен Брианд · Канада         | Эдуардо Сантос · БразилияДжек Хаттон · США                       |
| Средняя (до 90 кг)      | Иван Сильва · Куба           | Рафаэль Мацедо · Бразилия     | Роберт Флорентино · Доминиканская РеспубликаЗахари Бёрт · Канада |
| Полутяжёлая (до 100 кг) | Шади Эль Нахас · Канада      | Леонардо Гонсалвес · Бразилия | Лиэстер Кардона · КубаТомас Брицено · Чили                       |
| Тяжёлая (свыше 100 кг)  | Рафаэль Сильва · Бразилия    | Дэвид Моура · Бразилия        | Энди Гранда · КубаФранциско Солис · Чили                         |

### Женщины
| Категория              | Золото                       | Серебро                    | Бронза                                                      |
| ---------------------- | ---------------------------- | -------------------------- | ----------------------------------------------------------- |
| Суперлёгкая (до 48 кг) | Паула Парето · Аргентина     | Наталья Бригида · Бразилия | Эдна Каррильо · МексикаВанеса Годинес · Куба                |
| Полулёгкая (до 52 кг)  | Ларисса Пимента · Бразилия   | Анджелика Дельгадо · США   | Бриллит Гамарра · ПеруСара Менезес · Бразилия               |
| Лёгкая (до 57 кг)      | Криста Дегучи · Канада       | Рафаэла Силва · Бразилия   | Анаилис Дорвини · КубаАна Гарсия · Доминиканская Республика |
| Полусредняя (до 63 кг) | Катрин Бошмен-Пинар · Канада | Мэйлин дель Торо · Куба    | Ханна Мартин · СШАЭстефания Гарсия · Эквадор                |
| Средняя (до 70 кг)     | Мария Перес · Пуэрто-Рико    | Мария Портела · Бразилия   | Келита Зупанчич · КанадаЭльвисмар Родригес · Венесуэла      |
| Полутяжёлая (до 78 кг) | Майра Агиар · Бразилия       | Калиема Антомарчи · Куба   | Люсия Сантеро · АргентинаНефели Пападакис · США             |
| Тяжёлая (свыше 78 кг)  | Идалис Ортис · Куба          | Мария Альтеман · Бразилия  | Беатрис Соуза · БразилияМелисса Можика · Пуэрто-Рико        |

### Смешанные команды
| Команды           | Золото   | Серебро | Бронза |
| ----------------- | -------- | ------- | ------ |
| Смешанные команды | Бразилия | Куба    | Перу   |

## Медальный зачёт
*   Принимающая страна (Перу)
| Место           | Страна                   | Золото | Серебро | Бронза | Всего |
| --------------- | ------------------------ | ------ | ------- | ------ | ----- |
| 1               | Бразилия                 | 5      | 8       | 3      | 16    |
| 2               | Канада                   | 4      | 2       | 4      | 10    |
| 3               | Куба                     | 3      | 3       | 6      | 12    |
| 4               | Эквадор                  | 1      | 0       | 2      | 3     |
| 5               | Аргентина                | 1      | 0       | 1      | 2     |
| 5               | Пуэрто-Рико              | 1      | 0       | 1      | 2     |
| 7               | США                      | 0      | 1       | 3      | 4     |
| 8               | Перу*                    | 0      | 1       | 2      | 3     |
| 9               | Венесуэла                | 0      | 0       | 2      | 2     |
| 9               | Доминиканская Республика | 0      | 0       | 2      | 2     |
| 9               | Чили                     | 0      | 0       | 2      | 2     |
| 12              | Мексика                  | 0      | 0       | 1      | 1     |
| Всего стран: 12 | Всего стран: 12          | 15     | 15      | 29     | 59    |